# Stellar Daisy
Die Stellar Daisy war ein südkoreanischer VLOC-Massengutfrachter zum Transport von Erz.

## Geschichte

### Bau und Namen
Die Stellar Daisy wurde durch Mitsubishi Heavy Industries auf der Nagasaki Shipyard & Machinery Works in Sapporo, Japan, am 23. Juli 1992 als Tanker auf Kiel gelegt. Der Stapellauf wurde am 25. Februar 1993 durchgeführt, am 2. Juli 1993 erfolgte die Übergabe des Tankers unter dem Namen Sunrise III. Von 1993 bis 2006 fuhr das Schiff unter der Flagge Panamas mit Heimathafen Panama-Stadt. Ab 2006 fuhr das Schiff als Sunrise mit Heimathafen Monrovia in Liberia.
2008 oder 2009 wurde das Schiff in China zu einem Massengutfrachter mit einer Vermessung von 148.431 BRZ umgebaut und auf den Namen Stellar Daisy umbenannt. Das Schiff fuhr danach zunächst unter südkoreanischer Flagge mit Heimathafen Busan, bevor es seit 2009 in Majuro auf den Marshallinseln registriert war.

### Untergang

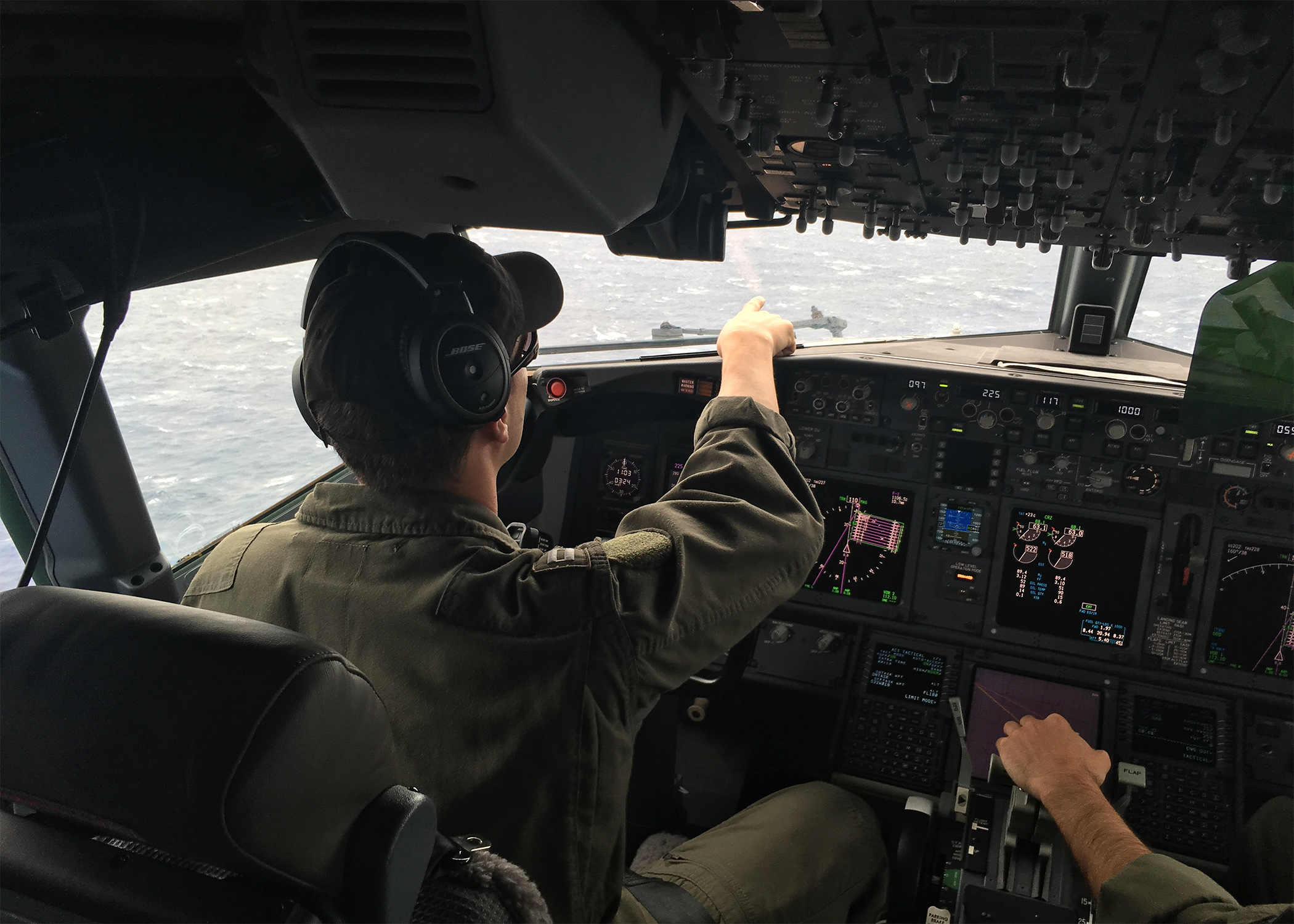
Sucheinsatz nach der Stellar Daisy im April 2017

Die Stellar Daisy der Polaris Shipping befand sich im März 2017 mit einer Ladung Eisenerz im Südatlantik auf einer Reise von Brasilien nach China. Am 31. März 2017 meldete die Besatzung kurz vor Mitternacht einen Wassereinbruch an ihre Reederei. Danach brach der Funkkontakt ab. Es wird vermutet, dass der Massengutfrachter etwa 2500 km vor der uruguayischen Küste auseinanderbrach und binnen Minuten sank. Während des Unglücks sollen gute Wetterbedingungen geherrscht haben. Von den insgesamt 24 Seeleuten an Bord konnten nur zwei von einem Rettungsfloß gerettet werden; die 22 anderen Besatzungsmitglieder, acht aus Südkorea und weitere 14 von den Philippinen, blieben verschollen. Die offizielle Suche nach den vermissten Besatzungsmitgliedern wurde am 10. Mai 2017 eingestellt.
Das Unglück zählt in der Schifffahrt, gemessen an der Bruttoraumzahl (BRZ), zu einem der größten seiner Art.
2019 ließ der koreanische Staat nach dem Wrack des Schiffes suchen. Am 18. Februar des Jahres wurde es nach etwa dreitägiger Suche durch Ocean Infinity in rund 3460 Metern Tiefe geortet.